# درنچ، مینه‌سوتا
درنچ (به انگلیسی: The Ranch) یک منطقهٔ مسکونی در ایالات متحده آمریکا است که در Mahnomen County واقع شده‌است. درنچ ۹ نفر جمعیت دارد و ۴۴۰٫۱۴ متر بالاتر از سطح دریا واقع شده‌است.